# Andrea Segre
Andrea Segre (Dolo, 6 settembre 1976) è un regista italiano di cinema documentario e di finzione.

## Biografia
Il suo primo documentario, Lo sterminio dei popoli zingari, è datato 1998; da allora ha lavorato sempre a opere sulla marginalità di etnie, popoli e culture: l'Albania (Ka Drita?, A metà - storie tra Italia e Albania, L'Albania è Donna) e l'Africa in particolare (Dio era un musicista, presentato nel 2005 nella sezione "Giornate degli Autori" a Venezia).
È dottore di ricerca in sociologia della comunicazione presso l'Università di Bologna, dove ha insegnato fino al 2010 come esperto di analisi etnografica della produzione video e di pratiche e teorie di comunicazione sociale, in particolare nell'ambito della solidarietà internazionale.
Nel 2009 ha ricevuto una Menzione speciale al Bif&st per il documentario Come un uomo sulla terra.
Nel 2010 ha diretto il film Il sangue verde, presentato alla 21ª edizione del Festival del cinema africano, d'Asia e America Latina di Milano.
Nel 2012 al Bif&st ha vinto il premio Franco Cristaldi per il miglior film con il suo primo lungometraggio Io sono Li e il premio Vittorio De Seta per il miglior documentario con Mare chiuso, co-diretto da Stefano Liberti.
Tra il 2013 e il 2015 ha diretto il secondo lungometraggio La prima neve (2013) e i documentari Indebito (2013), realizzato con Vinicio Capossela, Come il peso dell'acqua (2014) e I sogni del lago salato (2015).
Tra il 2017 e il 2019 ha diretto il lungometraggio L'ordine delle cose (2017) e i documentari Il pianeta in mare (2019) e Ibi (2017)
Durante la pandemia di COVID-19, ha girato a Venezia il documentario Molecole (2020) e il lungometraggio Welcome Venice (2021), interpretato da Paolo Pierobon e Andrea Pennacchi.

## Filmografia

### Documentari

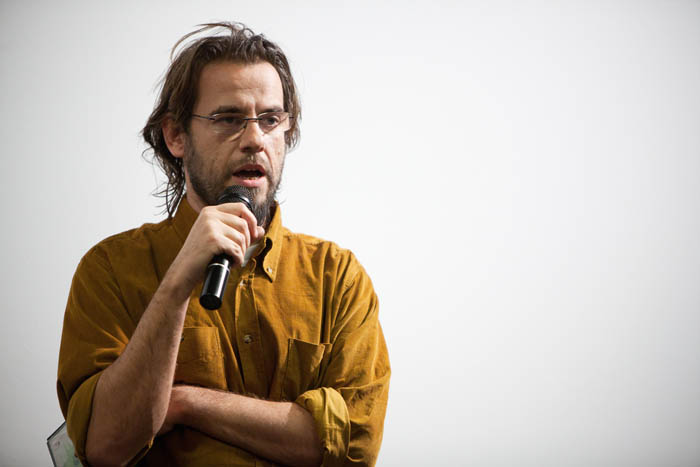
Il regista durante una presentazione di Mare chiuso (2012).

- Lo sterminio dei popoli zingari (1998)
- Berlino '89-'99 - Il Muro nella testa (1999)
- Ka Drita? (2001)
- A metà - Storie tra Italia e Albania (2001)
- Dalle tre alle tre - Il nord-est e il mare (2001)
- Marghera Canale Nord (2003)
- Dio era un musicista, co-diretto da Cristina De Ritis e Maddalena Grechi (2004)
- 1 kg di Internet (2005)
- Kerchaou.. (2006)
- PIP49 (2006)
- Checosamanca, co-diretto da registi vari (2006)
- La mal'ombra, co-diretto da Francesco Cressati (2007)
- Come un uomo sulla terra, co-diretto da Dagmawi Yimer (2008)
- Magari le cose cambiano (2009)
- Il sangue verde (2010)
- Mare chiuso, co-diretto da Stefano Liberti (2012)
- Indebito (2013)
- Come il peso dell'acqua (2014)[1]
- I sogni del lago salato (2015)
- Ibi (2017)
- Il pianeta in mare (2019)
- Molecole (2020)
- La Biennale di Venezia - Il cinema al tempo del Covid (2021) – cortometraggio[2]
- Po (2022)

### Lungometraggi
- Io sono Li (2011)
- La prima neve (2013)
- L'ordine delle cose (2017)
- Welcome Venice (2021)
- Berlinguer - La grande ambizione (2024)

## Opere letterarie
- FuoriRotta - Diari di viaggio, Marsilio, 2015.